# زیست‌توده (ماهواره)
زیست‌توده (انگلیسی: Biomass) یک ماهوارهٔ رصد زمین وابسته به آژانس فضایی اروپا (ESA) است. این مأموریت اولین اندازه‌گیری‌های جامع از زیست‌توده جنگل‌های جهان را ارائه می‌دهد و انتظار می‌رود درک ما از ذخیره کربن، سلامت جنگل‌ها و تغییرات زمانی اکوسیستم‌های جنگلی را به‌طور قابل توجهی بهبود بخشد. قرار است این مأموریت به مدت پنج سال ادامه یابد و دست کم هشت چرخهٔ رشد در جنگل‌های جهان را رصد کند.

## پیشینه
ماهواره زیست‌توده بخشی از برنامه سیاره زنده ESA است که شامل ماموریت‌های رصد زمین است. تاریخ اولیه پرتاب آن برای سال ۲۰۲۰ تعیین شده بود، اما از آن زمان تا سال ۲۰۲۵ به تعویق افتاده بود.
هزینهٔ کلی این مأموریت حدود ۴۰۰ میلیون یورو تعیین شده است. ابزار علمی اصلی نصب شده بر روی بیومس یک رادار روزنه مصنوعی (SAR) است که با فرکانس ۴۳۵ مگاهرتز کار می‌کند.[۶] این ماهواره ۱۰ در ۱۲ در ۲۰ متر و وزن آن حدود ۱٫۲ تن است و قرار است در ارتفاع ۶۶۶ کیلومتری به دور زمین بچرخد.